# 난 깜짝 놀랄 짓을 할거야
"난 깜짝 놀랄 짓을 할거야"는 1990년 공개된 대한민국의 영화이다. 청소년물 및 사회고발물이며, 흥행 면으로는 저조한 성적을 거두었다.

## 줄거리
장래가 촉망되는 CF 감독 김인의 꿈은 영화 감독이 되는 것이며, 소설가 백장미는 음악, 미술, 연극, 영화, 문학하는 젊은이들을 위한 깜짝 문화 센터를 만드는 것이 꿈. 의기가 투합한 이들은 장미를 주인공으로 그녀의 베스트셀러 "깜짝 동네 아이들"을 영화화하기로 한다. 영욱과 절구 등이 가세하여 시작된 영화 촬영은 김인과 영욱, 장미의 삼각 관계로 난항을 겪기도 하지만 사랑과 우정으로 속개된다. 그런데 영욱의 아버지가 뇌졸중으로 쓰러진다. 부동산 투기로 부자가 된 그는 허망한 인생을 돌아보고는, 요지의 땅을 깜짝문화센터의 기금으로 영욱에게 준다. 그러자 땅을 노리던 암흑가 보스가 영욱의 아버지를 납치하고, 공수부대출신인 김인과 절구가 구출작전을 편다. 쫓고 쫓기는 대혈투끝에 영욱의 아버지를 구출함으로써 이들의 꿈을 실현시키기 위한 또 한걸음을 내딛는다.

## 배역
- 이경영 : 김인 역
- 조민수 : 장미 역
- 김세준 : 영욱 역
- 최양락 : 철구 역
- 김기종 : 영욱 아버지 역
- 문미봉 : 영욱 어머니 역
- 박종설 : 박 사장 역
- 정규영 : 비서 역